# Man Is the Bastard
I Man is the Bastard sono stati un gruppo Hardcore punk californiano nato a Claremont nel 1991. La band fu importante per la creazione del Power violence.

## Formazione

### Originale
- Aaron Kenyon
- Eric Wood
- Joe Connell
- Henry Barnes

### Altri Membri
- Bill Nelson
- Andrew Beattie
- Israel Lawrence

## Discografia
Album in studio
- 1991 - Sum of the Men
- 1995 - Thoughtless...

EP
- 1992 - Abundance of Guns
- 1992 - Backward Species
- 1993 - Our Earth's Blood part I

Live
- 1992 - Uncivilized Live

Split
- 1992 - Aunt Mary/Man Is the Bastard (split EP con gli Aunt Mary)
- 1993 - Bizarre Uproar/Man Is the Bastard (split EP con i Bizarre Uproar)
- 1993 - Bleeding Rectum/Man Is the Bastard (split con i Bleeding Rectum)
- 1993 - Crossed Out/Man Is the Bastard (split EP con i Crossed Out)
- 1993 - Man Is the Bastard/Pink Flamingos (split EP con i Pink Flamingos)
- 1993 - Main Is the Bastard/Unseen Noise Death (split EP con gli Unseen Noise Death)
- 1994 - Agathocles/Man Is the Bastard (split EP con gli Agathocles)
- 1994 - Born Against/Man Is the Bastard (split EP con i Born Against)
- 1994 - Capitalist Casualties/Man Is the Bastard (split con i Capitalist Casualties)
- 1994 - Man Is the Bastard/Sinking Body (split EP con i Sinking Body)
- 1995 - D.I.Y.C.D. (raccolta)
- 1995 - The Locust/Man Is the Bastard (split EP con i The Locust)
- 1997 - Man Is the Bastard/Mumia Abu-Jamal (split con Mumia Abu-Jamal)
- Bastard Noise/Man Is the Bastard (split con i Bastard Noise)